# 1989-1999
1989-1999 è il primo best of della band Hardcore di New York Life of Agony del 1999 prodotto con la casa discografica Roadrunner Records.

## Tracce
1. Here I Am, Here I Stay (demo) – 5:22
2. Depression (demo) – 5:57
3. Plexiglass Gate – 5:09
4. 3 Companions – 3:23
5. Drowning – 5:59
6. Dancing With the Devil – 6:01
7. Step Aside (demo) – 6:28
8. Colorblind (demo) – 4:41
9. March of the S.O.D./Sgt. "D" and the S.O.D. (Stormtroopers of Death cover) – 4:14
10. Coffee Break – 5:10
11. Redemption Song – 3:58
12. How It Would Be '97 – 5:48
13. Tangerine (Re-Zep) (Led Zeppelin cover) – 3:28
14. Lost at 22 (live '97) – 3:44
15. I Regret (live '97) – 4:24